# Tommy Arkesden
Thomas Arthur "Tommy" Arkesden (juli 1878 – 25. juni 1921), også kendt som Tom Arkesden, var en engelsk fodboldspiller, der spillede som angriber. Han er født i Warwick, Arkesden. Han spillede for Burton Wanderers, Derby County og Burton United før han skiftede til Manchester United for £150 den 2. februar 1903. In 1907 skiftede han til Gainsborough Trinity. I 79 kampe for Manchester United scorede han 33 mål.